# Gustave Rolin-Jaequemyns
Gustave Henri Ange Hippolyte Rolin-Jaequemyns, né à Gand le 31 janvier 1835 et mort le 9 janvier 1902 à Bruxelles, est un juriste, diplomate et homme politique belge. Il est le fils de Hippolyte Rolin, le gendre d'Edouard Jaequemyns, le frère d'Albéric Rolin, le père d'Edouard Rolin-Jaequemyns, et l'oncle de Henri Rolin.

## Biographie
Il étudia le droit à l’université de Gand en 1857, puis devint avocat à la Cour d'appel de Gand. De 1865 à 1872, son nom figura parmi ceux des membres de la loge maçonnique de Gand La Liberté. En 1871, il fut l'éditeur de La Revue du Droit International et de Législation Comparée. En 1875, il fonda l'Institut de droit international à Gand dont il fut le secrétaire.
De 1878 à 1884, il fut ministre de l'Intérieur.
De 1892 à 1901, il fut « Conseiller général du Royaume du Siam » sous le règne du roi Chulalongkorn qui prit le nom de Rama V. Par sa connaissance du droit international, il aida le Siam féodal à se transformer en un royaume moderne en rédigeant la constitution et en contribuant à une réforme judiciaire et administrative. Lors du conflit entre l'Indochine et le Siam en 1893 au sujet des territoires du Laos, le roi le nomma Ambassadeur plénipotentiaire du Siam ce qui lui permit de traiter directement avec le gouvernement français au nom du Siam et de signer un traité de paix. Il conseilla au Roi de créer une école de droit pour former des juges et fonctionnaires. Lors du voyage du Roi en Europe en 1898, il fut le conseiller de la reine et avait le pouvoir de signer au nom du roi.
Il reçut le titre de Chao Phya Abhai Raja Siammanukulkiy du roi Rama V en 1892.
Il fut un des nommés pour le prix Nobel de la paix. Le prix Nobel de la paix fut attribué deux ans après son décès à l'Institut du droit international. Son fils Edouard Rolin-Jaequemyns se rendit à Stockholm pour recevoir le prix au nom de l'Institut.
- Membre de l'Académie royale de Belgique
- Membre de la Chambre des représentants de Belgique
- Ministre plénipotentiaire et conseiller général du roi de Siam Chulalongkorn (Rama V)
- Président d'honneur de l'Institut de droit international
- Membre de la Cour permanente d'arbitrage de La Haye

Il est inhumé au Cimetière de Laeken.

## Distinctions
- Membre de l'Académie royale de Belgique
- Commandeur de l'ordre de Léopold
- Grand-croix de l'ordre de la Couronne de fer
- Grand-croix de l'ordre de l'Immaculée Conception de Vila Viçosa
- Grand-croix de l'ordre du Soleil levant
- Grand-croix de l'ordre du Lion néerlandais
- Grand-croix de l'ordre de l'Éléphant blanc
- Grand-croix de l'ordre de Sainte-Anne
- Grand officier de la Légion d'honneur
- Prix nobel de la paix (1904) pour la création de l'Institut de droit international[2]

## Publications
- Des partis et de leur situation actuelle en Belgique, Brussel, 1864.
- De la réforme électorale, Brussel, 1865.
- Voordrachten over de Grondwet, Gent, 1867.
- Note sur la théorie du droit d'intervention, in Revue de Droit Internationale et de Législation Comparée 8 (1876), p. 673-682.
- L'Arménie, les Arméniens et les traités, in Revue de Droit Internationale et de Législation Comparée 19 (1887), p. 284-325 en 21 (1889), p. 291-353 ; réédition en anglais : Armenia, the Armenians and the Treaties, Londen, 1891.
- Mémoire sur quelques questions se rapportant aux relations entre le Siam et la France sous les traités existants, Londen, 1896.

## Sources
- Armand Freson, Hyppolite Rolin, in Biographie nationale de Belgique, T. XIX, 1907, col. 825-828.
- M. Walraet, Gustave Rolin-Jaequemyns, in Biographie nationale de Belgique, Bruxelles, T. XXIX, 1956-1957, col. 803-809.
- M. Walraet, Gustave Rolin-Jaequemyns, in Biographie coloniale belge - Belgische Koloniale Biografie, Bruxelles, T. I, 1948, col. 795-802.
- A. Stenmans, Gustave Rolin-Jaequemyns, in Biographie coloniale belge - Belgische Koloniale Biografie, Bruxelles, T. IV, 1955, col. 763-768.
- Reginald De Schrijver, Gustave Rolin-Jaequemyns in Encyclopedie van de Vlaamse Beweging, Tielt-Utrecht, Lannoo, 1975, 2 tomes, p. 1349-1350.
- R. Devuldere, Biografisch repertorium der Belgische parlementairen, senatoren en volksvertegenwoordigers 1830 tot 1.8.1965, Gand, R.U.G. thèse de licence non publiée(département d'histoire), 1965, p. 4069-4070.
- G. van Hecke, Gustave Rolin-Jaequemyns, in Nationaal Biografisch Woordenboek, Bruxelles, T. XI, 1985, col. 662-666.
- ars-moriendi
- Chao Phya Abhai Raja-Gustave Rolin Jaequemyns (extraits)